# Edward Rutherford
Edward Rutherford es un deportista británico que compite en piragüismo en la modalidad de aguas tranquilas. Ganó una medalla de bronce en el Campeonato Mundial de Piragüismo de 2013, en la prueba de K1 5000 m.

## Palmarés internacional
| Campeonato Mundial | Campeonato Mundial   | Campeonato Mundial | Campeonato Mundial |
| Año                | Lugar                | Medalla            | Competición        |
| ------------------ | -------------------- | ------------------ | ------------------ |
| 2013               | Duisburgo (Alemania) | Medalla de bronce  | K1 5000 m          |